# V/H/S 94
Pour les articles homonymes, voir VHS.
 (juin 2025).
Si vous disposez d'ouvrages ou d'articles de référence ou si vous connaissez des sites web de qualité traitant du thème abordé ici, merci de compléter l'article en donnant les références utiles à sa vérifiabilité et en les liant à la section « Notes et références ».
Série
V/H/S Viral
(2014) V/H/S 99
(2022)
Pour plus de détails, voir Fiche technique et Distribution.
V/H/S 94 est un film à sketches d'horreur found footage américain sorti en 2021. Il s'agit du 4e volet de la franchise V/H/S (en).

## Synopsis
Holy Hell décrit l'intervention d'une unité du SWAT afin de pénétrer dans un entrepôt où une série de meurtre y aurait été rapporté à Chicago. Au fil de leur avancée, l'équipe rencontre des cadavres, du sang, des pièces de plus en plus obscures mais également d'étranges cassettes VHS.
Storm drain (Chloe Okuno) : Une journaliste chargée de tourner un reportage à propos d'une légende urbaine locale fait la rencontre d'une créature mystique tant crainte que vénérée par certains.
Empty Wake (Simon Barrett (en)) : Lors d'une veillée funèbre, une femme est chargée de s'occuper de l'accueil de l'entourage du défunt. Mais tout ne se passera pas comme prévu.
The Subject (Timo Tjahjanto) : Une femme se réveille sur une table d'opération, où elle est victime d'une expérience pseudo scientifique menée par un médecin fou.
Terror (Ryan Prows): L'histoire d'un groupe d'extrémistes voulant mettre fin au système actuel qui se prépare pour une révolution, emportant armes, munitions, hommes ainsi qu'un prisonnier plus que spécial.

## Fiche technique
Sauf indication contraire, les informations mentionnées dans cette section peuvent être confirmées par la base de données cinématographiques IMDb,  présente dans la section « Liens externes ».
- Titre original : V/H/S 94
- Réalisation : 
  - Simon Barrett (en) (segment "The Empty Wake")
  - Steven Kostanski (segment "The Veggie Masher")
  - Chloe Okuno (segment "Storm Drain")
  - Ryan Prows (segment "Terror")
  - Jennifer Reeder (segment "Holy Hell")
  - Timo Tjahjanto (segment "The Subject")
- Sociétés de production : Bloody Disgusting, Epic Pictures, The Collective Studios, Haxan Films et Radio Silence Productions
- Société de distribution : Magnet Relesing (États-Unis)
- Pays d'origine :  États-Unis
- Langues originales : anglais
- Format : couleurs - 35 mm - 1.78:1 - Son Dolby Digital numérique
- Genres : horreur, found footage, anthologie, thriller
- Dates de sortie : 
  - États-Unis : 6 octobre 2021

## Distribution
| - Kimmy Choi : Petro - Nicolette Pearse : Nash - Thomas Mitchell : Sprayberry - Dru Viergever : Slater - Rodrigo Fernandez-Stoll : Spivey - Dax Ravina : Oursler - Kevin P. Gabel : Cameraman Gary - William Jordan : Tom Tucker | - Anna Hopkins : Holly Marciano - Christian Potenza : Cameraman Jeff - Brian Paul : Pastor - Tim Campbell : TV Anchor Mark - Gina Philips : Camille - Hume Baugh : Camo Guy - Sean Sullivan : Hippie - Thiago Dos Santos : Raatma - Kyle Durack : Storm Dweller - Demetri Kellesis : Storm Dweller - Sean Dolan : Skateboarder - Sophia Machula : Skateboarder - Anthony Perpuse : Skateboarder | - Conor Sweeney : Himself |

| - Kyal Legend : Hayley - Devin Chin-Cheong : Andrew Edwards - Daniel Matmor : Gustav - Adam Kenneth Wilson : Ronald - David Reale (en) : Tim | - Shahabi Sakri : Male Subject - Daniel Ekaputra : Male Subject Alpha - Budi Ross : The Creator - Donny Alamsyah (en) : Capt. Hassan - Bio One : Jono - Vincent Martin : Ali - Novi Rahmat : Jaka - Sekar Dewantari : Failed Subject - Andhika Martsanda H. : Spider Subject - Andini Effendi : Announcer | - Christian Lloyd : Greg - Thomas Mitchell Barnet : Cameraman Bob - Cameron Kneteman : Chuck - Steven McCarthey : Jimmy - Brendan McMurthey-Howlett : Prisoner - Slavic Rogozine : Steve - Daniel Williston : Wayne - Dru Viergever : Slater |